# Rhynchopyga semibrunnea
Rhynchopyga semibrunnea là một loài bướm đêm thuộc phân họ Arctiinae, họ Erebidae.